# Uni Records
Uni Records é uma gravadora independente de música cristã de propriedade do Grupo Criative (que através da divisão Criative Music agenda eventos de cantores como Anderson Freire, Fernanda Brum, Gabriela Rocha, Midian Lima, entre outros), fundada no ano de 2007 no estado do Espírito Santo pelo empresário Ivanildo Nunes.
A gravadora ficou conhecida nacionalmente principalmente por ter descoberto e lançado a carreira da dupla de sertanejo gospel André e Felipe, que ganhou grande popularidade com seu álbum de estúdio Chuva de Poder, lançado em 2011, que vendeu mais de 10.000 cópias com aproximadamente 40 dias de lançamento e tendo as principais canções do álbum entre as mais tocadas em várias rádios nacionais na época.
Tendo alcançado uma notoriedade considerável no ínicio da década de 2010, a gravadora assinou um contrato de distribuição com a grande gravadora Sony Music Brasil em 2014, que durou um curto período de tempo.
Em 2021, a gravadora estava com 9 artistas em sua lista: André e Felipe, Carlinhos Félix, Jhessy, Esther Marcos, G. Hoffmam, Khorus, Maurício Paes, Rayssa Carvalho e Welcson.

## Artistas Atuais
- André e Felipe
- George de Paula
- Maurício Paes
- Rayssa Carvalho
- Trazendo a Arca
- Welcson